# اس‌اس اندگریکا
اس‌اس اندگریکا (به انگلیسی: SS Indigirka) یک کشتی بود که طول آن ۷۷٫۳ متر (۲۵۳ فوت ۷ اینچ) بود. این کشتی در سال ۱۹۱۹ ساخته شد.